# Lithophasia
Lithophasia is een geslacht van vlinders van de familie uilen (Noctuidae), uit de onderfamilie Cuculliinae.

## Soorten
- L. cyaxares Wiltshire, 1957
- L. venulosa Staudinger, 1891